# Kenny Lake (Alaska)
Kenny Lake es un lugar designado por el censo ubicado en el Área censal de Valdez–Cordova en el estado estadounidense de Alaska. En el Censo de 2010 tenía una población de 355 habitantes y una densidad poblacional de 0,7 personas por km².

## Geografía
Kenny Lake se encuentra en las coordenadas 61°40′10″N 144°51′52″O / 61.66944, -144.86444. Según la Oficina del Censo de los Estados Unidos, Kenny Lake tiene una superficie total de 504.01 km², de la cual 503.8 km² corresponden a tierra firme y (0.04%) 0.21 km² es agua.

## Demografía
Según el censo de 2010, había 355 personas residiendo en Kenny Lake. La densidad de población era de 0,7 hab./km². De los 355 habitantes, Kenny Lake estaba compuesto por el 83.38% blancos, el 0.28% eran afroamericanos, el 8.17% eran amerindios, el 0.28% eran asiáticos, el 0% eran isleños del Pacífico, el 0.28% eran de otras razas y el 7.61% pertenecían a dos o más razas. Del total de la población el 3.38% eran hispanos o latinos de cualquier raza.

## Localidades adyacentes
El siguiente diagrama muestra a las localidades más próximas a Kenny Lake.